# 475 до н. е.

## Події
- січень — Імператор Косьо став 5-м імператором Японії.[1]